# 日本金属洋食器工業組合
日本金属洋食器工業組合（にっぽんきんぞくようっしょきこうぎょうくみあい）とは、新潟県燕市にある、経済産業省に許認可された組合である。管轄は経済産業省である。

## 概要
- 1957年（昭和32年）7月15日 設立
- 全国16組合（2016年（平成28年）
- 現在、事業内容は「経営安定、雇用の創出及び安定、既存分野振興、新分野進出、国内開拓、海外開拓、市場や見本市の調査、工場や技術の調査、外国人研修生受入研修及び技能実習生受入実習、貨物保管 等」を挙げている。
- 2018年（平成30年）現在の会員数は39社。

## 活動内容
- 2011年よりカトラリー検定を行い、ナイフ、フォーク、スプーンなど食事に使う道具であるカトラリーについて知識を深めてもらう検定を催している。[2]
- 2016年9月2日、東京の表参道にある新潟館ネスパスで金属洋食器の即売会を実施。
- 2018年燕のナイフ製造技術を継承していくため、洋食器製造メーカー等の若手職人を対象に技能継承研修を実施。[3]
- 燕市のふるさと納税返礼品として株式会社アサヒの「ピーターラビット ティースプーン・ケーキフォーク(銀仕上) 10本セット」を取り扱い。